# Foug
Foug – miejscowość i gmina we Francji, w regionie Grand Est, w departamencie Meurthe i Mozela.
Według danych na rok 1990 gminę zamieszkiwały 2873 osoby, a gęstość zaludnienia wynosiła 113 osób/km² (wśród 2335 gmin Lotaryngii Foug plasuje się na 155. miejscu pod względem liczby ludności, natomiast pod względem powierzchni na miejscu 95.).
Po tym jak w 24 października 1420 książę René I poślubił Izabelę, córkę i spadkobierczynię księcia Karola II z Lotaryngii, w Foug podpisano traktat, w którym ustalono, że książę będzie rządzić zarówno księstwem Bar jak i księstwem Lotaryngii, lecz każde z nich zachowa swoją niezależność.

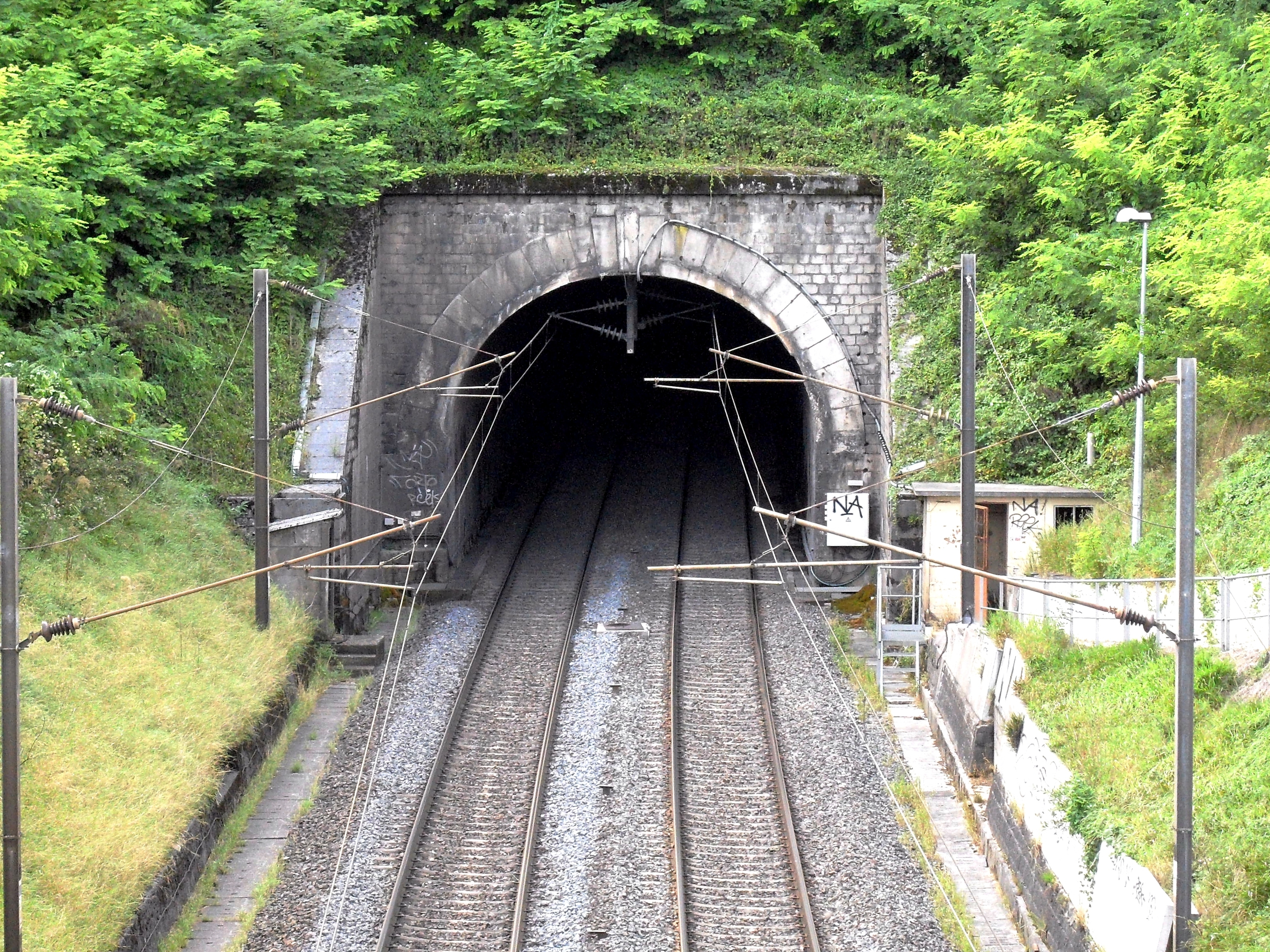
Tunel kolejowy w Foug (2009)
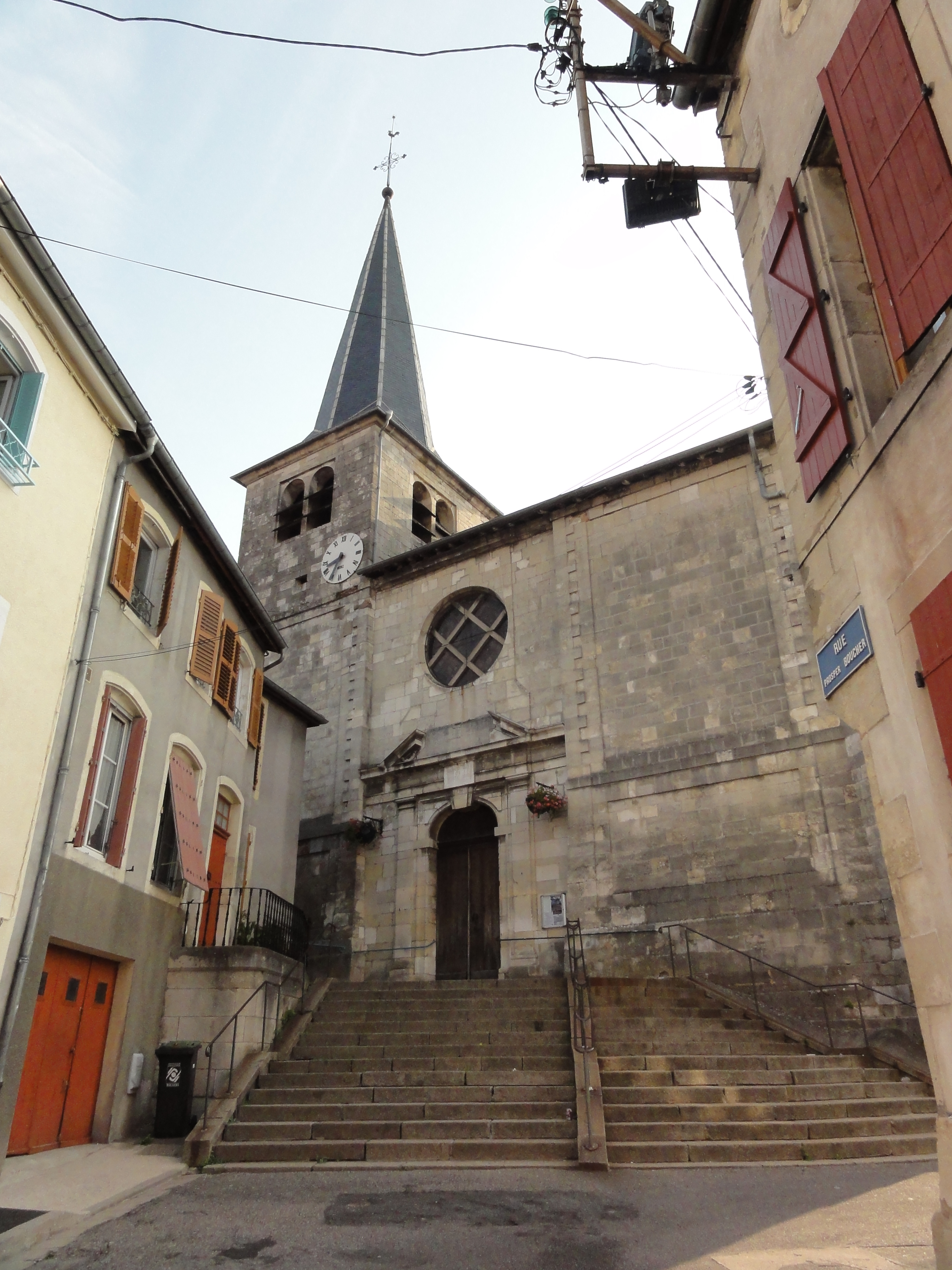
Kościół św. Szczepana (2015)

## Populacja

Populacja Foug w latach 1962–2008